# スノーシュー
スノーシュー（Snowshoe またはSnow Shoe）
1. 雪上歩行具の1つ。後述。
2. 猫の品種の1つ。原産国はアメリカ、アメリカンショートヘアとシャム (ネコ)との交配により誕生、瞳の色はブルー[1]。名前の通り、足がスノーシュー（雪靴）をはかせたように見える。短毛種で、体系はセミフォーリン。スノーシュー (ネコ)および英語版を参照。

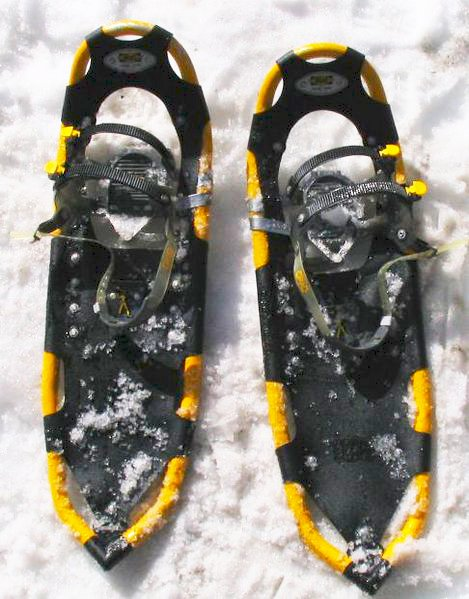
スノーシュー

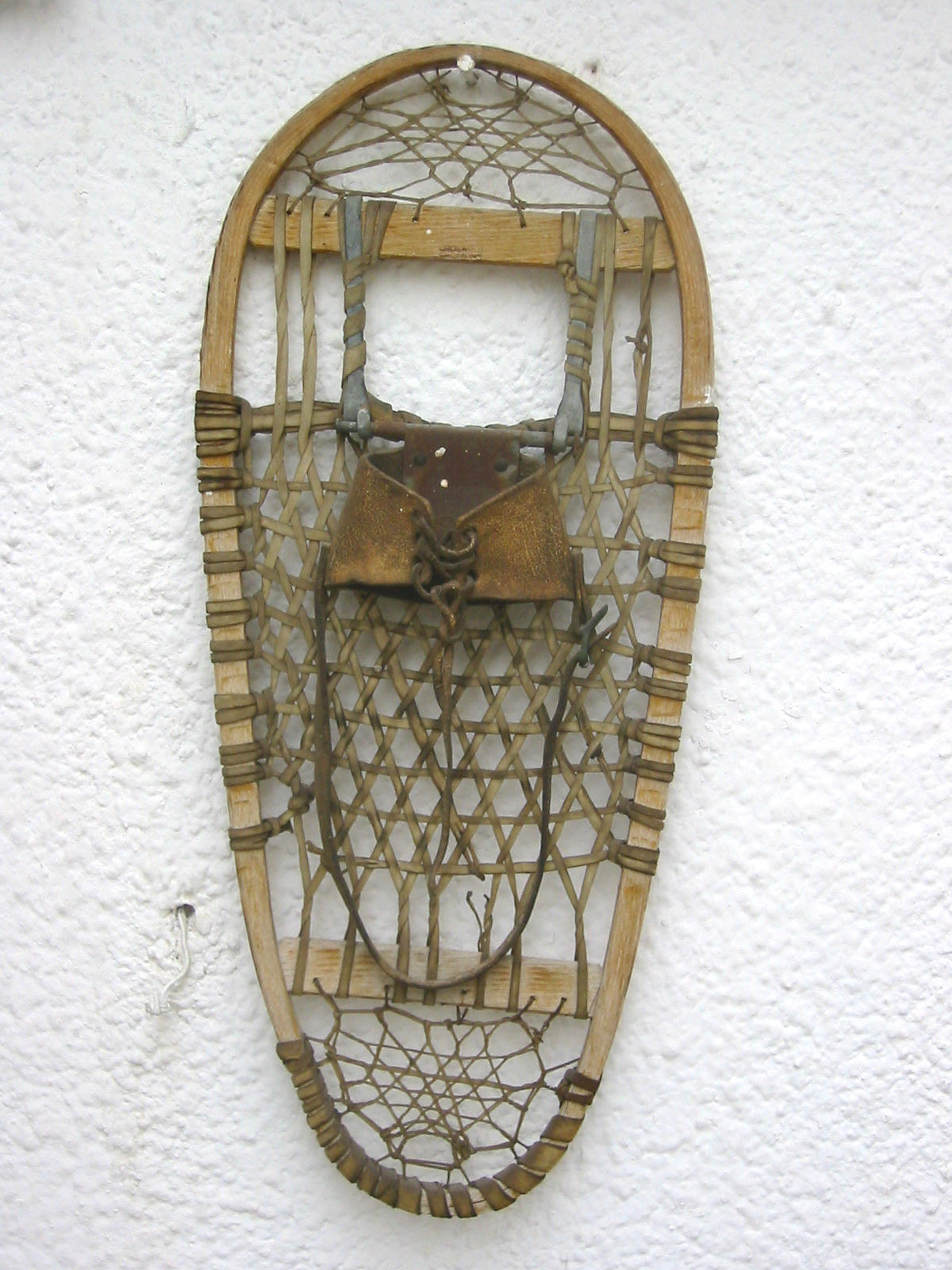
伝統的な木の枠と動物の皮を編んで作られたスノーシュー

|
スノーシュー（英: snowshoe）とは、雪の上を楽に歩くための雪上歩行具のひとつ。西洋「かんじき」。素材はおもにプラスチックとジュラルミン。ワカンよりもサイズが大きいため、浮力が強くラッセル能力が高いというメリットがあるが、狭い場所が歩きにくく、持ち運ぶ際にかさばって重い（2kg程度）など、デメリットもある。
ワカンやスキー、アイゼンなどを用いるより手軽に雪上の歩行を楽しむことができることから、近年ではスノーシューを履いて雪上を歩き、自然に親しむことを目的としたツアーが各地で行われている。

## 分類
商品は主に以下の3種類に分類される。
- 平地・緩斜面用
- 登山用
- トレイルランニング用

登山用は雪面に対するグリップ力が強く作られている。ただし、グリップ力はワカンとアイゼンを併用した方が一般的には強い。平地・緩斜面用は歩きやすさを優先しているが、雪面に対するグリップ力が登山用よりは弱く、急斜面や斜面のトラバースには利用しにくい。トレイルランニング用は軽さを優先して作られている。

## 歴史
起源となる記録は残っていないが、紀元前1世紀の地理学者ストラボンによるとコーカサス地方の住民は皮や木を使ったスノーシューを使用していたと記述している。また全てのアメリカ先住民も独自に発明したスノーシューを使用している。
冒険家フリチョフ・ナンセンの著書などをドイツ語に翻訳した際に、スキーと混同された事例がいくつかある。
近年では、山岳マラソン形式で雪道を走るスノーシューイングという競技が行われており、スノーシューを活用されている。